# Issy Wood
Issy Wood (nascida em 1993) é uma artista americana que vive e trabalha em Londres, na Inglaterra.

## Colecções
O trabalho de Wood encontra-se incluído nas colecções do Institute of Contemporary Art, em Miami, do Rhode Island School of Design Museum, em Providence, do Sifang Art Museum, em Nanjing, e da Zabludowicz Collection, em Londres.